# 제넬 자퀘이스
제넬 자퀘이스(영어: Jennell Jaquays, 1956년 10월 14일~2024년 1월 10일)는 미국의 게임 디자이너, 비디오 게임 아티스트, 탁상용 롤플레잉 게임(RPG)의 일러스트레이터였다.